# David Littman
Pour les articles homonymes, voir Littman.
David Gerald Littman, né le 4 juillet 1933 à Londres et mort le 20 mai 2012, est un historien britannique et défenseur des droits de l'homme, notamment à la Commission des droits de l'homme des Nations unies à Genève. Il a aussi contribué aux travaux de son épouse, célèbre sous le nom de plume de Bat Ye'or.
Il était le frère de Louis Littman, qui a fondé The Littman Library of Jewish Civilization.

## Formation
David Littman, le dernier fils de Joseph Aaron Littman , est né le 4 juillet 1933 dans une famille juive britannique. Il a fait ses études à la Canford School (en) (Dorset, Grande-Bretagne), puis au Trinity College à Dublin où il a obtenu son BA avec honneur et un MA en Histoire moderne et sciences politiques (1955). Après un an de voyage et visite de sites historiques ou archéologiques en Grèce, Turquie, Égypte, Liban, Syrie, Jordanie et Israël, il a poursuivi des études supérieures à l'Institut d'archéologie de l'Université de Londres sous la direction de Kathleen Kenyon, directrice des fouilles à Jericho, et Max Mallowan, spécialiste d'archéologie mésopotamienne. David Littman a participé à des fouilles, entre autres en été 1958, pendant deux mois, à Hazor en Galilée sous la direction de Yigal Yadin. 
En septembre 1959 il a épousé Gisèle Orebi, égyptienne francophone expulsée d'Égypte en 1957 parce que juive, qui deviendra une historienne célèbre sous son nom de plume Bat Ye'or. L'année suivantes ils s'installent en Suisse où naissent leurs trois enfants.

## Opération Mural
Juste après la naissance de sa première fille, il se rend comme volontaire au Maroc avec sa femme et sa fille, pour réaliser une opération d'exfiltration de plus de cinq cents enfants juifs retenus au Maroc, l'Opération Mural, qui réussit au-delà de toute attente.

## Écrivain et éditeur
En 1970, il fonde avec son épouse le Centre d'information et de documentation sur le Moyen-Orient (CID) à Genève, qui pendant 15 ans publiera de nombreuses études, surtout en français, sur le Moyen-Orient, avec des tirages d'environ 10 000 exemplaires distribués par poste à des institutionnels : ambassades, organisations internationales, bibliothèques, administrations, professeurs, journalistes, médecins, pasteurs et prêtres, banques et grandes entreprises. 
Outre ses écrits pour la  Commission des droits de l'homme des Nations unies (voir ci-dessous), il a publié à partir de 1971 des articles sur des sujets historiques ou relevant des Droits de l'homme, dans la presse et des revues, et dans trois livres. Il signait "D.G.Littman", "David Littman" ou "David G. Littman". Il a en outre traduit en anglais, ou co-traduit, nombre d'articles et livres de Bat Ye'or.  

## Défenseur des droits de l'homme
En 1974-1975, il a participé à la fondation de l'Organisation mondiale des Juifs des pays arabes (en) (WOJAC). 
Son sens de l'humour, ses talents d'orateur et son flegme à toute épreuve lui ont permis de représenter et d'être le porte-parole de nombreuses ONG à la difficile Commission des droits de l'homme des Nations unies de 1986 à 2006, et ensuite à la Commission des droits de l'homme des Nations unies. Il y a présenté plus de 300 communications ou interpellations, tant orales qu'écrites, dont beaucoup lui valurent des attaques personnelles de représentants de pays ne respectant pas les Droits de l'homme, comme l'Union soviétique, la Syrie, l'Irak, la Libye, l'Égypte, le Soudan, Cuba, etc.
Il est intervenu contre de nombreux manquements sérieux aux Droits de l'homme :
- Kurdes gazés par Saddam Hussein à Halabja en Irak (1988 ; n'était pas à l'agenda de la CDH).
- Massacre de près de 25 000 personnes au Burundi en août 1988.
- Bombardement de Beyrouth par la Syrie en 1988.
- Charte du Hamas dénoncée comme  « un flagrant programme de génocide » (1989).
- Condamnation de Salman Rushdie par l'Iran le 14 février 1989 (« Rester ici et maintenant silencieux ferait de nous des complices du terrorisme et de la tyrannie  »).
- Victimes de l'Apartheid en Afrique du sud (1989-1991).
- Refuzniks en URSS et particulièrement Andrei Sakharov (1990).
- Défense de nombreux Juifs : des 900 000 obligés de quitter les pays musulmans depuis 1948 ; otages du pouvoir syrien (1990) ; assassinés au Liban (1986-1989) ; emprisonnés en Éthiopie (1988-1999).
- Génocide des Tutsis au Rwanda (1994).
- Guerre de djihad et esclavage au Soudan depuis 1994, génocide au Darfour depuis 2003.
- Interventions sur de nombreux sujets tabous : situation critique des chrétiens en pays musulman ; des Coptes en Égypte ; idéologie islamique du djihad ; kamikazes islamistes ; contradictions entre Déclaration universelle des droits de l'homme et Déclaration des droits de l'homme en islam (1990-1997) ; mutilations génitales ; condamnation pour "blasphème" générant auto-censure..

## Publications
- L'exil au Maghreb. La condition juive sous l'Islam, 1148-1912, avec Paul Fenton, Presses de l'université Paris-Sorbonne, Paris 2010, 792 p. (sudoc, compte-rendu).
- Juifs heureux en terre d'Islam?, L'Arche, n° 202, décembre 1973 (repris en tiré à part, avec les articles d'Albert Memmi et de Simon Schwarzfuchs, dans La Situation des Dhimmis, Genève, Avenir, 1974, p. 60-61).
- Douze siècles et cinquante ans de persécutions, L'Arche, 229, 1976, p. 36-42.
- Peuples protégés en terre d’Islam, Centre d’information et de documentation sur le Moyen-Orient sur le Moyen-Orient, Genève 1977, 13 p.
- Quelques aspects de la condition de Dhimmi : Juifs d’Afrique du Nord avant la colonisation, Yod, Revue des études hébraïques et juives modernes et contemporaines (Publications orientalistes de France), 2: 1, octobre 1976 (tiré-à-part élargi avec illustrations : Genève, Avenir, mai 1977).
- Les Juifs en Perse avant les Pahlevi, Les Temps modernes (revue), juin 1979, n° 395, pp. 1 et 910–935, en ligne.
- A propos de la Conférence sur la Palestine et Israël et les puits empoisonnés !, Tribune de Genève, 1983 ; Djihâd et djihùad, Le Monde.
- Histoire du Relief de Jérusalem : 1864-1985, Centre d’information et de documentation sur le Moyen-Orient, Genève 1986, 16 p.
- La fin du judaïsme en terres d'islam, contribution sous la direction de Shmuel Trigano, Denoël, Paris 2009, 509 p.  (ISBN 978-2-207-26104-0) (sudoc).
- Ouvrages publiés par le Centre d'information et de documentation sur le Moyen-Orient de Genève : WorldCat (recherche un peu longue).
- (en) Operation Mural. An Englishman and the Mossad in Casablanca : the clandestine emigration of 530 Moroccan Jewish children to Israel, édité par sa fille Ariane Littman et basé sur des documents récemment déclassifiés, RVP Press, New York 2015.
- Autres ouvrages en anglais, voir WorldCat, Sudoc, Rachel.